# 石竹路
石竹路（英語：Dianthus Road），是一條位於深水埗區又一村的馬路。沿途為低密度住宅及學校，如九龍禮賢學校暨幼稚園及陳樹渠紀念中學。由玉蘭路開始，另一頭是死路。達之路及石竹路交界的燈位經常被政府用作新系統測試的試點。